# Rally Dakar 1993
Il Rally Dakar 1993 è stata la 15ª edizione del Rally Dakar (partenza da Parigi, arrivo a Dakar).

## Tappe
Nelle 16 giornate del rally raid furono disputate 13 tappe ed una serie di trasferimenti (8.877 km), con 11 prove speciali per un totale di 4.476 km.

## Classifiche

### Moto
Hanno finito la gara 12 delle 46 moto iscritte.
| Pos. | Pilota                | Mezzo    |
| ---- | --------------------- | -------- |
| 1    | Stéphane Peterhansel  | Yamaha   |
| 2    | Thierry Charbonnier   | Yamaha   |
| 3    | Jordi Arcarons        | Yamaha   |
| 4    | Jean-Marie Bennerotte | Kawasaki |
| 5    | Klever Kolberg        | Yamaha   |
| 6    | Javier Fernández      | Suzuki   |
| 7    | Patrick Sireyjol      | Suzuki   |
| 8    | Massimo Montebelli    | Yamaha   |
| 9    | André de Azevedo      | Yamaha   |
| 10   | Massimo Marmiroli     | Gilera   |
| 11   | Pierrick Le Blanc     | Honda    |
| 12   | Marcel Pilet          | Honda    |

### Auto
Hanno preso parte alla gara 65 auto.
| Pos. | Equipaggio                            | Mezzo             |
| ---- | ------------------------------------- | ----------------- |
| 1    | Bruno Saby / Dominique Serieys        | Mitsubishi Pajero |
| 2    | Pierre Lartigue / Michel Périn        | Citroen           |
| 3    | Hubert Auriol / Gilles Picard         | Citroen           |
| 4    | Erwin Weber / Manfred Hiemer          | Mitsubishi        |
| 5    | Kenjirō Shinozuka / Henri Magne       | Mitsubishi        |
| 6    | Salvador Servia / Puig                | Lada              |
| 7    | Alain Ambrosino / Guéhennec           | Citroen           |
| 8    | Ari Vatanen / Christian Delférrier    | Citroen           |
| 9    | Giacomo Vismara                       | Land Rover        |
| 10   | Jean-Pierre Fontenay / Bruno Musmarra | Mitsubishi        |

### Camion
| Pos. | Pos. (auto) | Equipaggio                               | Mezzo    |
| ---- | ----------- | ---------------------------------------- | -------- |
| 1    | 10º         | Francesco Perlini / Albiero / Vinante    | Perlini  |
| 2    | 11º         | Jacques Houssat / Sarlieve / Diamante    | Perlini  |
| 3    | 13º         | Gilbert Versino / Gimbre / Versino       | Mercedes |
| 4    | 16º         | Cornelis Bezemer / Geerts / Cnudde       | MAN      |
| 5    | 19º         | Jean-Paul Bosonnet / Lacourt / Micquiaux | Mercedes |
| 6    | 21º         | Yoshimasa Sugawara / Shibata             | Hino     |
| 7    | 22º         | Joseph Petit / Delimbeuf / Hettal        | Mercedes |
| 8    | 24º         | Georges Groine / Guegueguen / Guerin     | Mercedes |
| 9    | 26º         | Etienne Martinez / Haller / Moncere      | Mercedes |
| 9    | 27º         | Otakar Měřínský / Kalina                 | Tatra    |